# Dick : Les Coulisses de la présidence
Pour plus de détails, voir Fiche technique et Distribution.
Dick : Les Coulisses de la présidence (Dick) est un film franco-américano-canadien réalisé par Andrew Fleming, sorti en 1999.

## Synopsis
Betsy Jobs et Arlene Lorenzo sont deux adolescentes complètement délurées et naïves qui vivent à Washington au début des années 1970. Besty est originaire d'une famille aisée de Georgetown, sa comparse Arlene vit avec sa mère dans l'immeuble chic du Watergate. Un soir, alors qu'elles font le mur pour poster une lettre de participation à un concours pour gagner une rencontre avec leur idole Bobby Sherman, les deux amies sont les témoins involontaires du cambriolage dans les bureaux du Parti démocrate. Le lendemain, lors d'une visite de classe à la Maison-Blanche, elles tombent nez à nez avec un protagoniste du cambriolage. Afin de garder le silence, Richard Nixon en personne les nomme promeneuses de son chien pour lequel elles se sont prises d'affection. Lors de ces visites, elles influencent accidentellement des événements majeurs tels que le processus de paix au Viêt Nam et l'accord de Nixon-Brejnev, en emportant des biscuits qui contenaient de la marijuana. Après une dispute avec le président, les filles décident de tout révéler au Washington Post…

## Fiche technique
Sauf indication contraire, les informations mentionnées dans cette section peuvent être confirmées par la base de données cinématographiques IMDb,  présente dans la section « Liens externes ».
- Titre original : Dick
- Titre français : Dick : Les Coulisses de la présidence
- Réalisation : Andrew Fleming[1]
- Scénario : Andrew Fleming et Sheryl Longin
- Direction artistique : Lucinda Zak
- Décors : Barbara Dunphy ; Donald Elmblad (plateau)
- Costumes : Deborah Everton
- Photographie : Alexander Gruszynski
- Montage : Mia Goldman
- Musique : John Debney
- Production : Gale Anne Hurd ; David Coatsworth (exécutif)
- Casting : Pam Dixon
- Sociétés de production : Canal+ Droits Audiovisuels, Pacific Western et Phoenix Pictures
- Sociétés de distribution : Columbia Pictures (États-Unis) Columbia Tristar Films (France),
- Pays d'origine :  France,  États-Unis,  Canada
- Langue originale : anglais
- Format : couleur (technicolor) - 35 mm - 1,85:1 - son Dolby Digital
- Genre : comédie
- Durée : 94 minutes
- Dates de sortie :

États-Unis : 23 juillet 1999 (avant-première) ; 4 août 1999
France : 17 novembre 1999

## Distribution
- Kirsten Dunst (VF : Sybille Tureau) : Betsy Jobs
- Michelle Williams (VF : Valérie Siclay) : Arlene Lorenzo
- Dan Hedaya (VF : Jacques Deschamps) : le président Richard M. Nixon
- Will Ferrell (VF : Guy Chapellier) : Bob Woodward
- Bruce McCulloch (VF : Michel Mella) : Carl Bernstein
- Teri Garr (VF : Monique Thierry) : Helen Lorenzo
- Dave Foley (VF : Luq Hamet) : Bob Haldeman
- Jim Breuer (en) (VF : Georges Caudron) : John Dean
- Ana Gasteyer (VF : Marie-Martine) : Rose Mary Woods
- Harry Shearer (VF : Gérard Hernandez) : Gordon Liddy
- Saul Rubinek (VF : Jean-Claude Robbe) : Henry Kissinger
- Devon Gummersall (VF : Yann Le Madic) : Larry Jobs
- Ryan Reynolds (VF : Damien Boisseau) : Chip
- Ted McGinley (VF : Edgar Givry) : Roderick
- G. D. Spradlin : Ben Bradlee
- Shannon Lawson (VF : Jocelyne Darche) : Kay Jobs
- Karl Pruner (en) (VF : Pascal Germain) : Frank Jobs
- Jack Mosshammer (VF : Axel Kiener) : « Fat Freddy »
- Len Doncheff (VF : Henry Djanik) : Léonid Brejnev
- Igor Portnoi (VF : Denis Laustriat) : le traducteur russe
- Scott Wickware (VF : Guillaume Orsat) : le garde de la Maison-Blanche
- French Stewart (VF : Guillaume Orsat) : l'interviewer

 Source et légende : version française (VF) sur RS Doublage et Doublagissimo

## Tournage
Le tournage s'est déroulé au Lawrence Park Collegiate Institute (en) pour les scènes de lycée, à Toronto, en Ontario, au Canada et à Washington DC, aux États-Unis.

## Autour du film
Il s'agit de la troisième fois que le journaliste Bob Woodward est le personnage d'un film après Les Hommes du président et Wired et la seconde pour Carl Bernstein après Les Hommes du président.

## Article annexe
- Richard Nixon dans les arts et la culture